# Money (romanzo Martin Amis)
Money (Money: A Suicide Note) è un romanzo di Martin Amis del 1984. Il TIME ha incluso questo libro nell'elenco dei 100 migliori romanzi di lingua inglese dal 1923 al 2005.

## Trama
Money racconta la storia, narrata in prima persona, di John Self, un regista pubblicitario di Londra, che viene invitato a New York da Fielding Goodney, un produttore cinematografico, per girare il suo primo film. Self è l'archetipo del rozzo edonista: è spesso ubriaco, ha una passione per la pornografia e le prostitute, mangia troppo e, soprattutto, spende troppo, incoraggiato in questo da Goodney.
Gli attori del film, che Self originariamente intitola Good Money, ma che in seguito vuole rinominare Bad Money, hanno tutti varie pulsioni emotive che si scontrano, oltre che tra di esse, con i ruoli che si chiede loro di recitare (i personaggi principali erano già stati scelti da Goodney). Per esempio Lorne Guyland (notare la somiglianza del nome con Long Island), il "duro" ormai avanti con gli anni, deve recitare una scena in cui viene picchiato; alla materna attrice Caduta Massi (anche qui il nome non è casuale), che vive delle insicurezze riguardo al suo corpo, viene chiesta una scena di sesso con Lorne, che lei detesta; al severo e religioso Spunk Davis (spunk in inglese è un termine volgare per sperma) viene chiesto di recitare la parte di uno spacciatore.

## Nella cultura di massa
- Il brano Heavy Fuel dei Dire Straits è liberamente ispirato ai temi trattati nel romanzo.